# Třebovický park
Třebovický park, dříve nazýván Zámecký park, se nachází v Ostravě v městském obvodě Třebovice, geomorfologické oblasti Ostravská pánev v Moravskoslezském kraji. V roce 2007 byl nově upraven a bývá hostitelem mnoha kulturních akcí (např. festivalu Třebovický koláč). V parku jsou čtyři památné stromy – liliovník tulipánokvětý v Třebovicích, jasan ztepilý, platan javorolistý a buk lesní. Jako další lze zmínit například lípu, jinan dvoulaločný či jírovec maďal. Nachází se zde také několik kamenných a dřevěných soch. Park je vybudován v místě, kde byla v 15. století postavena tvrz. Z té se dochovala pouze hospodářská část budovy, ve které je nyní sochařská dílna. V parku se nachází také restaurace Třebovická role.

## Galerie

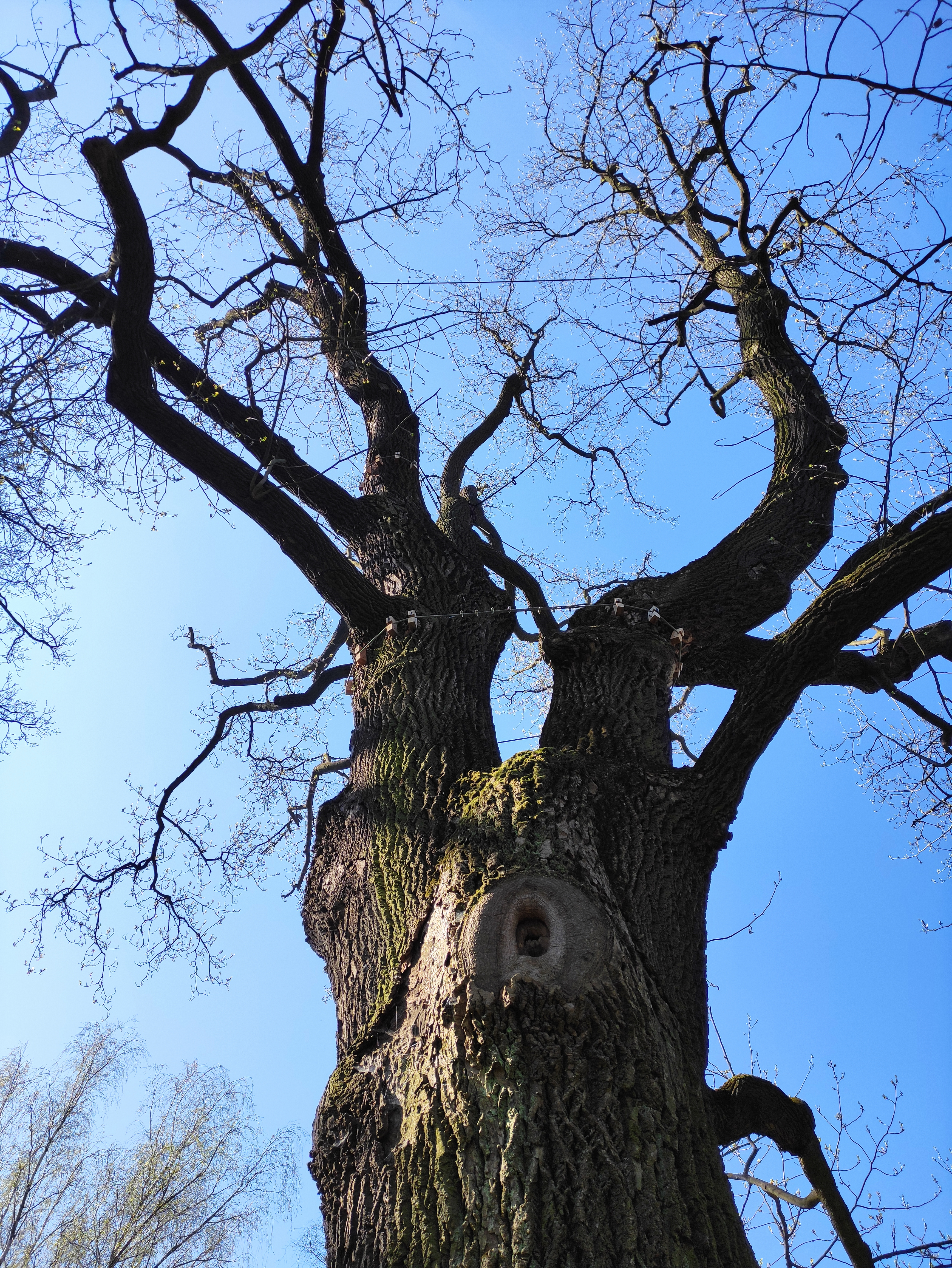
Liliovník tulipánokvětý v Třebovickém parku
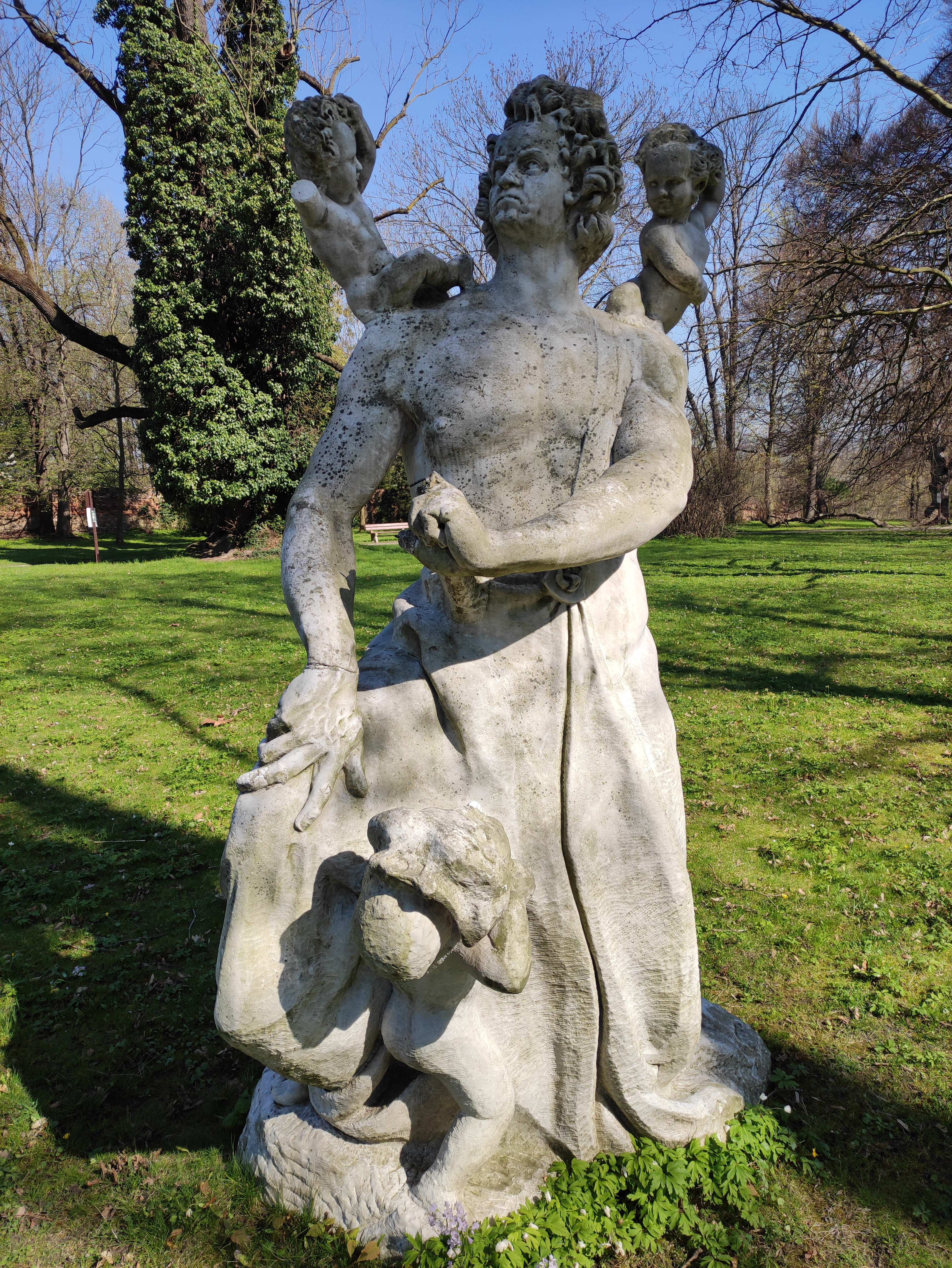
Pomník Ludwiga van Beethovena v Třebovickém parku
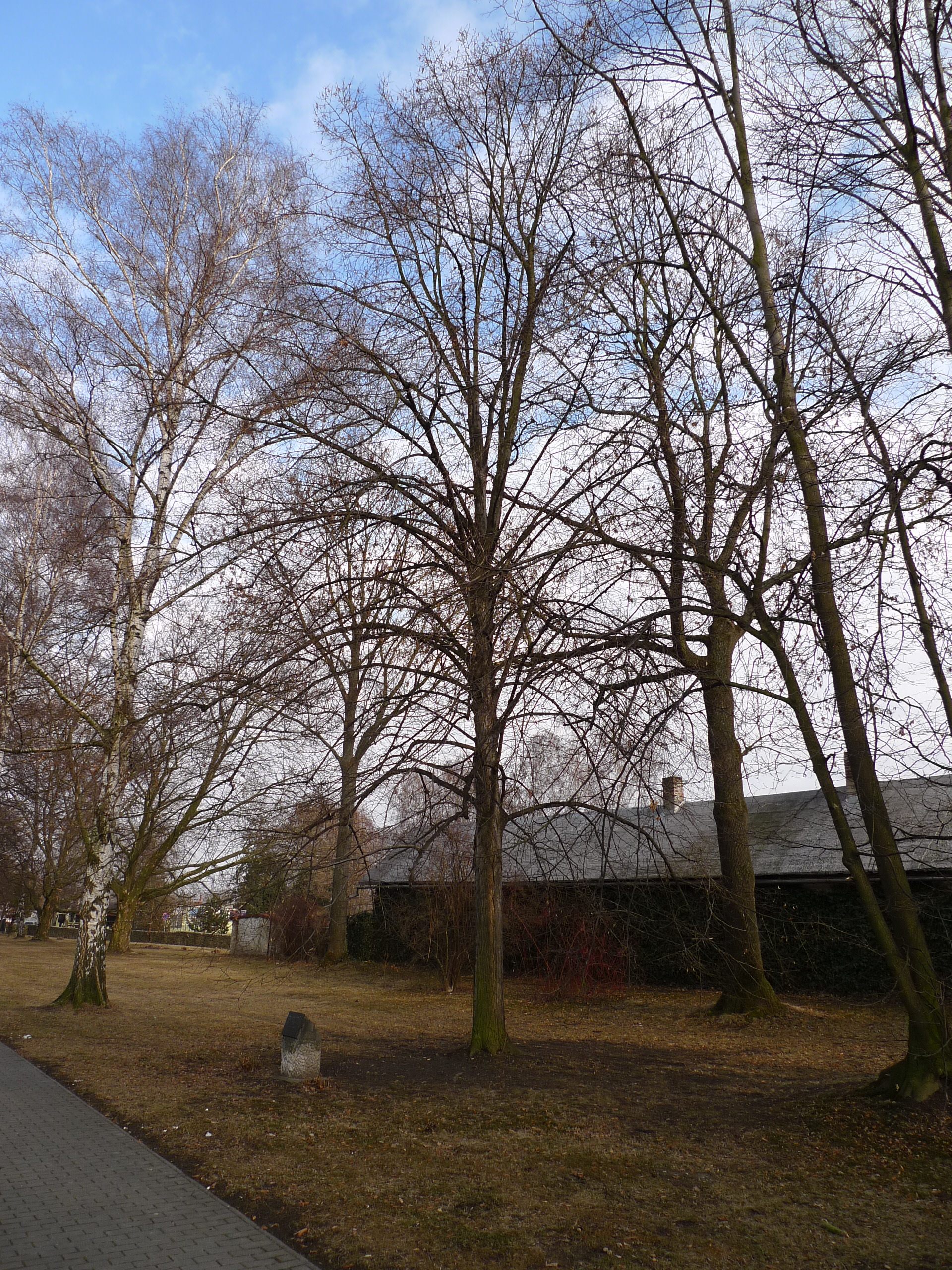